# Bitka pri Coronelu
Bitka pri Coronelu je bila ena izmed večjih pomorskih bitk prve svetovne vojne. Do bitke med nemško eskadro pod poveljstvom viceadmirala von Speeja in britansko eskadro pod poveljstvom kontraadmirala Christopherja Cradocka, je prišlo 1. novembra 1914 blizu čilske obale v višini otoka Coronel, po katerem je bitka tudi dobila ime. V nekaj ur trajajoči bitki se je Nemcem, z dobro merjenimi topovskimi streli, posrečilo potopiti dve britanski oklepni križarki in si tako zagotoviti nemoteno pot v Južni Atlantik.

## Lov na nemške križarke
Ob izbruhu prve svetovne vojne je po svetovnih oceanih plulo šest nemških lahkih križark in dve oklepni križarki, katerih naloga je bila varovanje nemških interesov po svetovnih morjih. Najmočnejše med temi križarkami sta bili oklepni križarki Scharnhorst in Gneisenau. Ob izbruhu vojne sta se ladji nahajali na daljnem vzhodu pod poveljstvom viceadmirala von Speeja. Ker so se ladje nahajale daleč od domovine, bi lahko bile lahek plen britanskih vojnih ladij, zato se je von Spee odločil, da zbere preostale bojne ladje in se z njimi poizkuša prebiti v domovino. Medtem pa so zavezniki v azijskih morjih organizirali obsežne iskalne akcije, da bi odkrili pobegli nemški križarki. Iskalna akcija je bila zaman, saj so se ladje v spremstvu še treh lahkih križark in treh parnikov z zalogo premoga odpravile proti Južni Ameriki od koder naj bi se nato preko rta Horn prebile na Atlantik in nato v domovino.
Britancem je kmalu postalo jasno, da se bodo Nemci preko Tihega oceana in Južne Amerike poizkušali prebiti na Atlantik, zato so organizirali eskadro pod poveljstvom kontraadmirala Cradocka z nalogo, da prestreže nemške križarke ter tako prepreči škodo, ki bi jo te lahko naredile na svoji poti do Nemčije. Britansko eskadro sta sestavljali dve oklepni križarki Good Hope in Monmouth, lahka križarka Glasgow in pomožna križarka Otranto. Ko je britanska eskadra prispela v Čile, so jo odkrili nemški obveščevalci in o njenem prihodu poročali admiralu von Speeju, ki se je odločil, da jo bo napadel.

## Bitka
Do bitke je prišlo 1. novembra 1914 blizu čilske obale v višini otoka Coronel, po katerem je bitka tudi dobila ime. Nemška eskadra je bila precej močnejša, v pomoč pa ji je bilo še razburkano morje, ki je onemogočalo streljanje iz nizko postavljenih topov. Imeli pa so še eno prednost. Britanske posadke so sestavljali slabo izurjeni rezervisti, medtem pa so imeli Nemci na ladjah posadke, ki so služile na ladjah že več kot tri leta. Prednost so imeli tudi v topovih, saj so Nemci imeli 12 topov kalibra 210 mm, Britanci pa le 4, poleg tega pa so bile nemške ladje tudi močneje oklepljene.
Tik pred bitko je britanski admiral naredil usodno napako, ker je podcenjeval moč nemške eskadre, pri tem pa ni upošteval razmer v lastnih vrstah. Situacijo bi lahko rešil z bojno ladjo Canopus, ki mu je hitela na pomoč in bi se do jutra že lahko priključila njegovi eskadri. Toda ko je Cradock proti večeru opazil nemško eskadro, se je brez razmišljanja odločil za boj. Izkoristiti je hotel položaj nemških ladij in zahajajoče sonce, ki bi nemške topničarje motilo pri merjenju.
Von Spee je odkril namene britanskega admirala, zato bitke ni sprejel, dokler ni sonce popolnoma zašlo. Do takrat pa se je položaj popolnoma spremenil. Britanske ladje so se sedaj jasno pojavile na osvetljenem obzorju, medtem, ko so Britanci nemške ladje le s težavo videli na temnem vzhodnem nebu, ki so ga vrh tega pokrivali še temni oblaki. Nemci so ta položaj v trenutku izkoristili in ob 18. uri in 24 minut odprli ogenj.
Kljub razburkanemu morju je že tretja salva zadela svoj cilj, tej so sledile še druge, ki so prav tako zadele cilje. Na drugi strani Britanci niso imeli toliko sreče, zaradi slabega merjenja je Good Hope le dvakrat zadela  Scharnhorst, medtem pa je bila sama zadeta kar 35 krat. Lahke križarke so zaradi razburkanega morja le malo sodelovale v bitki. Bitka je bila zaradi teme prekinjena tri četrt na osmo zvečer.
Britanska admiralska ladja Good Hope je med bitko prejela toliko zadetkov, da je potonila skupaj z vso posadko in admiralom. Križarka Glasgow je zapustila bojišče, Monmouth pa je bila v bitki hudo poškodovana. Okoli devetih zvečer jo je izsledila križarka Nürnberg in jo potopila skupaj s celotno posadko.

## Dogodki po bitki
V bitki so Britanci izgubili dve oklepni križarki in 1.570 mož, medtem pa so imeli Nemci le minimalno škodo. Vse nemške ladje skupaj so prejele le šest zadetkov in imele skupaj le tri ranjene. Ta hud poraz za Britance je zelo močno vplival na strateški položaj v tem delu sveta, ker so imele nemške ladje po uničenje eskadre admirala Cradocka prosto pot na Atlantski ocean, kar je v Angliji povzročilo veliko paniko. Po bitki se je nemško ladjevje odpravilo proti Falklandskim otokom kjer je prišlo do bitke pri Falklandskih otokih.